# Xenotosuchus africanus
Lo xenotosuco (Xenotosuchus africanus) è un anfibio estinto, appartenente ai temnospondili. Visse tra il Triassico inferiore e il Triassico medio (Olenekiano - Anisico, circa 248 - 244 milioni di anni fa) e i suoi resti fossili sono stati ritrovati in Sudafrica.

## Descrizione
Questo animale doveva essere uno dei più grandi anfibi noti. Un cranio, descritto nel 2008, oltrepassava i 60 centimetri di lunghezza, e suggerisce che l'intero animale fosse lungo oltre 3 metri. Xenotosuchus era dotato di un cranio largo e piatto, dalle orbite relativamente piccole poste nella zona posteriore. Le narici erano molto anteriori e ravvicinate fra loro. Il cranio era di foggia primitiva, e possedeva caratteristiche condivise da altri temnospondili leggermente più antichi, come Parotosuchus. Le ossa della testa erano ricoperte da grandi solchi, che indicavano la presenza di un'armatura dermica piuttosto estesa sul capo. Sia mascella che mandibola erano dotate di zanne; quelle superiori erano situate lungo una seconda fila di denti sul vomere e l'osso palatino. Al contrario di altre forme strettamente imparentate come Mastodonsaurus, le zanne della mandibola erano relativamente piccole e non penetravano nella premascella. 
Tra le caratteristiche basali di Xenotosuchus, si ricordano le coane ellittiche e i condili occipitali situati anteriormente rispetto ai condili dell'osso quadrato. Vi era però una caratteristica esclusiva di questo genere (autapomorfia): il contatto mediano fra gli exoccipitali, che permette di distinguere Xenotosuchus da altri temnospondili (Damiani, 2008).

## Classificazione
I primi fossili di questo animale vennero scoperti nella zona a Cynognathus nel bacino del Karroo in Sudafrica, e vennero attribuiti inizialmente da Robert Broom al genere Capitosaurus, tipicamente europeo, in una nuova specie (C. africanus). Successivamente, uno studio di Watson (1962) trasferì il materiale africano al genere Parotosaurus, poi ridenominato da Chernin (1978) Parotosuchus per una questione di priorità (il nome Parotosaurus era già stato assegnato a un altro animale). Nel 2002, infine, Parotosuchus africanus venne attribuito a un nuovo genere, Xenotosuchus, a causa della commistione tra caratteri basali e derivati. È stato inoltre accostato al genere nordamericano Wellesaurus (Damiani, 2001).

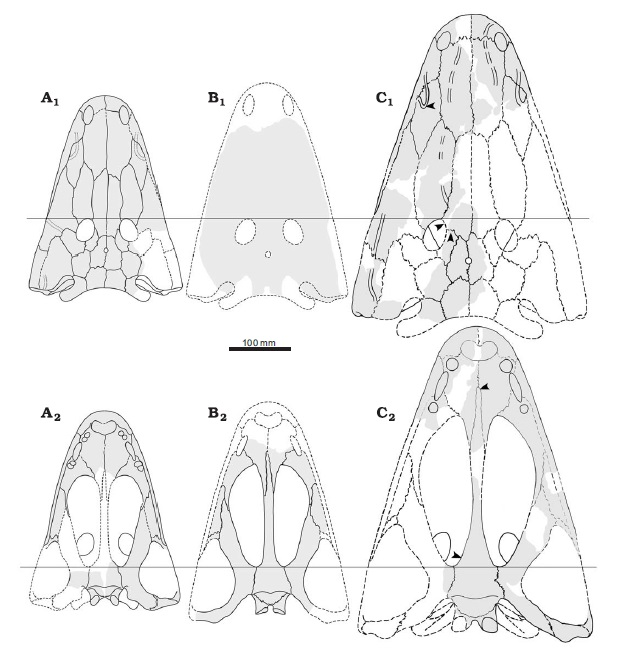
Sequenza ontogenetica di Xenotosuchus africanus

## Paleobiologia
Sono stati ritrovati alcuni crani di Xenotosuchus, di varie dimensioni. Si ritiene che possano rappresentare una sequenza di età (ontogenesi) dell'animale, dallo stadio giovanile o subadulto a pienamente adulto. Durante la vita, il cranio di Xenotosuchus cambiava proporzioni e morfologia di numerose ossa (lacrimale, frontale, postfrontale, processo cultriforme e corpo del parasfenoide e fila dentaria transvomerina).